# وایت پاینز (کالیفرنیا)
وایت پاینز (به انگلیسی: White Pines) یک منطقهٔ مسکونی در ایالات متحده آمریکا است که در شهرستان کالاوراس، کالیفرنیا واقع شده‌است. وایت پاینز ۱٬۱۹۱ متر بالاتر از سطح دریا قرار دارد.